# فرودگاه شینگلتون
فرودگاه شینگلتون (به انگلیسی: Shingletown Airport) یک فرودگاه همگانی است که یک باند فرود آسفالت دارد و طول باند آن ۷۱۳ متر است. این فرودگاه در کشور ایالات متحده آمریکا قرار دارد و در ارتفاع ۱۱۸۲ متری از سطح دریا واقع شده است.